# Hupmobile
Hupmobile var ett amerikanskt bilmärke tillverkat av Hupp Motor Car Corp i Detroit, Michigan mellan 1908 och 1940.

## Historia
Bröderna Robert och Louis Hupps första bil var en liten lätt fyrcylindrig modell. Hupmobile tillverkade sedan bara fyrcylindriga sidventilsmotorer fram till 1924. 1925 kom en rak åtta och året därpå även en sexa. Företagets bästa år blev 1928, då man byggde över 50 000 bilar. Därefter sjönk försäljningen stadigt under depressionsåren. 1932 års bilar var ritade av Raymond Loewy och ansågs mycket lyckade, men det lyckades inte vända den negativa trenden. Loewy låg även bakom den avancerade Aerodynamic-modellen från 1934, med inbyggda strålkastare och tredelad vindruta. I början av 1936 var företagets ekonomiska situation så ansträngd att tillverkningen stoppades under 18 månader. När fabriken öppnade igen lyckades man bara sälja drygt 1 000 bilar under 1938 och 1939. 
Hupmobile hade köpt pressverktygen till Cords 810-kaross med avsikt att bygga en version på sitt eget chassi. Förhandsintresset var stort, men man saknade resurser att starta tillverkning själva. Hupp kontaktade Graham-Paige för att få hjälp med tillverkningen. Graham åtog sig uppdraget, mot att få sälja en variant under eget namn. Dessvärre tog det Graham nio månader att få igång produktionen och när den slutligen startade våren 1940 hade de flesta kunderna tröttnat på att vänta. Hupmobile lade ned sin biltillverkning i oktober 1940, strax efter introduktionen av 1941 års modell och efter andra världskriget blev företaget underleverantör till övriga bilindustrin.

## Galleri

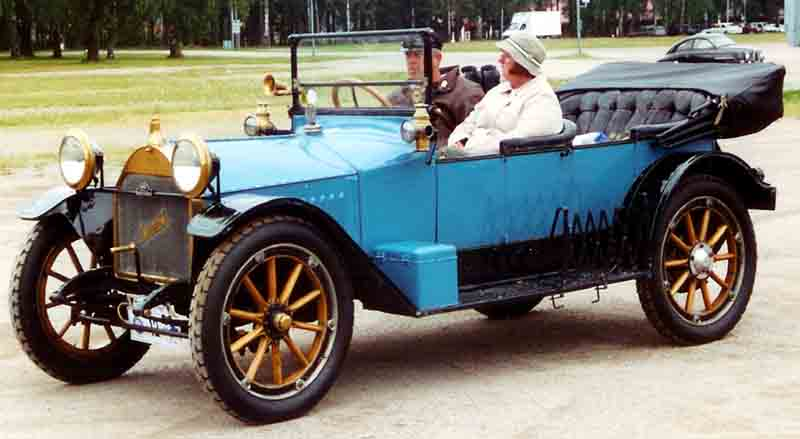
Hupmobile Model 32 Touring, 1913
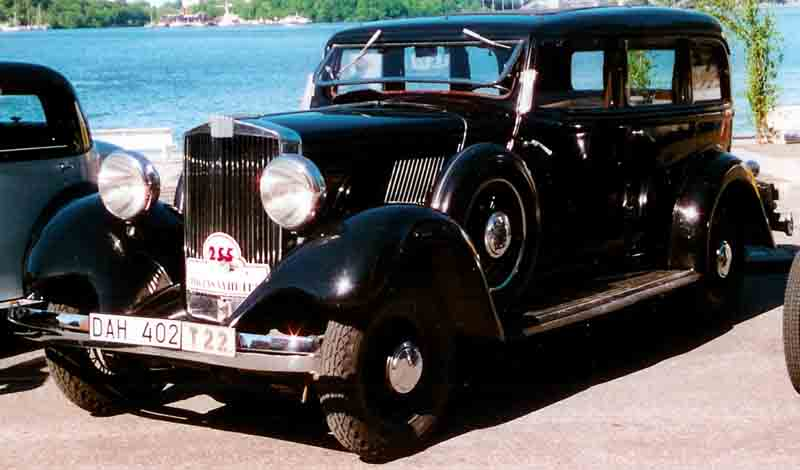
Hupmobile 4-Door Sedan, 1932
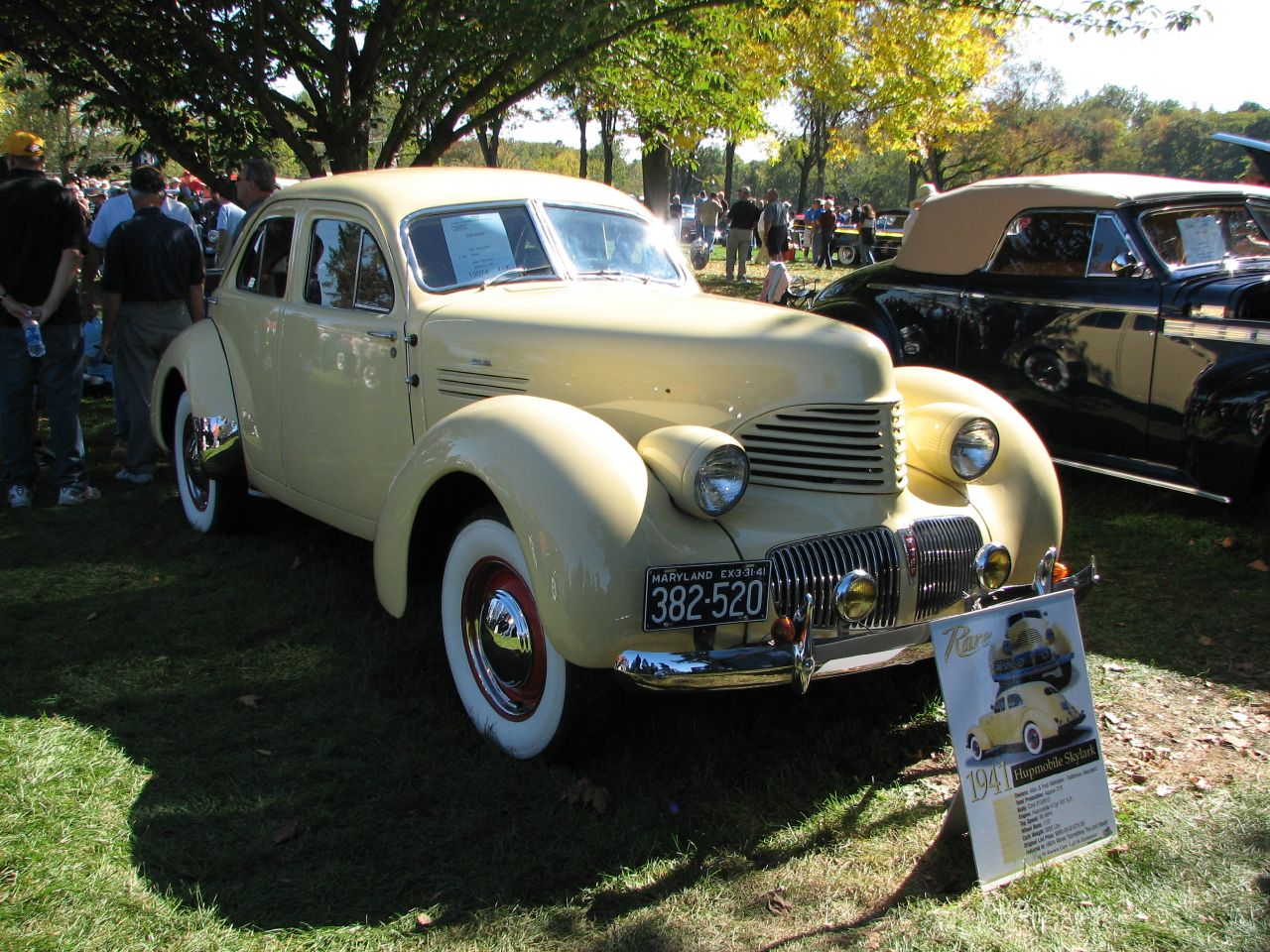
Hupmobile Skylark Sedan, 1941